# Augustinerstraße (Vienne)
Augustinerstrasse est une rue de Vienne, dans l'arrondissement d'Innere Stadt. 

## Situation et accès
Augustinerstrasse part de l'Albertinaplatz en direction du nord-ouest jusqu'à la Josefsplatz, où sur la droite, en face du numéro 1 (musée Albertina), se trouvent la Helmut-Zilk-Platz et la Lobkowitzplatz. La voie étroite est une rue à sens unique dans une direction nord-sud, une piste cyclable permet la circulation dans la direction opposée. La ligne de bus 2A parcourt toute Augustinerstraße et s'arrête à Lobkowitzplatz (arrêt Albertinaplatz). En raison des nombreux sites et musées le long de la rue et dans les environs, de nombreux piétons (surtout des touristes) fréquentent Augustinerstraße.
La plupart des bâtiments sont des bâtiments monumentaux comme l'Albertina, l'église des Augustins et le palais Lobkowitz, ainsi qu'un grand bâtiment du XVIe siècle. Augustinerstraße est très étroite et à cause des hauts bâtiments également sombres, à l'exception de la zone, qui est installée seulement sur le côté gauche et ouverte juste en face de la Helmut-Zilk-Platz. Certains bars et magasins sont principalement orientés vers les touristes.

## Origine du nom
Elle doit son nom à l'église des Augustins.

## Historique
Augustinerstrasse fait partie d'une voie de circulation ancienne et importante, la Hochstraße, qui conduisait le long de la route de l'ancienne voie romaine à la ville médiévale de Vienne et s'étendait approximativement entre la Schottengasse actuelle et la Kärntner Straße. À partir du XVIe siècle, il est courant de désigner des parties de cette rue avec leurs propres noms. Jusqu'en 1862, Augustinerstrasse désigne le secteur de Michaelerplatz à Kärntner Straße. En 1862, la Reitschulgasse et la partie le long de la Josefsplatz sont séparés à l'extrémité nord, en 1877 l'Albrechtsplatz (maintenant Albertinaplatz) est mis à part et à l'extrémité sud en 1942 la Philharmonikerstraße est séparée. En conséquence, les bâtiments à l'origine du 2 au 6 Augustinerstraße appartiennent maintenant à la Philharmonikerstraße. L'ancienne maison numéro 8 était le Philipphof, détruit en 1945. Pour ces raisons, aujourd'hui sont situés sur le côté droit de la rue seulement les numéros de maison 10 et 12, sur le côté gauche de la rue, les numéros de maison 1 à 9.

## Bâtiments remarquables et lieux de mémoire

### N°12: Maison hongroise ou Harnischhaus
À ce point, au coin de Dorotheergasse 1313, un arsenal princier avec une poudrière est mentionné. Après un don du roi Matthias Corvin, le lieu est entre 1488 et 1531 une possession de la Dorotheerkloster. Le bâtiment actuel est construit au milieu du XVIe siècle probablement pour Marquard von Kuenring. En 1650 il appartient à Ferenc II Nádasdy, à partir de 1696, la famille Orsini-Rosenberg, à l'époque demandeuse de son extension et de la construction de la façade haut baroque. En 1753, le prince Lobkowitz prend le bâtiment en tant que maison de location et maison d'hôtes de la ville de Brno.
L'extérieur du bâtiment est simple et suit la disposition du XVIe siècle. Le portail voûté date du début du XVIIIe siècle, le pawlatsche dans la cour de 1870. Au rez-de-chaussée, 1er étage et sous-sol, sont conservés de remarquables voûtes du milieu du XVIe siècle. Dans la cage d'escalier latérale se trouve le mécanisme de l'ascenseur pour un ascenseur qui n'existe plus, manuellement actionné - un monument technique important du milieu du XIXe siècle.